# Астерофора паразитична
Астерофора паразитична (Asterophora parasitica) — вид базидіомікотових грибів родини ліофілових (Lyophyllaceae). Росте як паразит на грибах Lactarius та Russula.

## Поширення
Гриб поширений в помірному поясі Європи та Північної Америки. В Україні звичний вид, що росте у місцях поширення сироїжки та хряща-молочника.

## Опис
Шапка діаметром 1,5 — 2,5 см, спочатку дзвоникоподібна, пізніше плоско-розпростерта, часто з бугорком посередині. Забарвлення шапинки спочатку біла, з часом стає рудуватою або сірою. Гіменофор пластинчастий. Споровий порошок білого кольору. Спори еліпсоїдні, розміром 5-6 х 3-4 мкм. Ніжка заввишки 1 — 5 см, діаметром 0,2 — 0,5 см, волосиста, зігнута, порожниста, волокниста, спочатку білувата, пізніше сірувата.